# Grande Genebra
Grande Genebra é a aglomeração transfronteiras franco-valdo-genebrina que compreende do lado Suíço todo o cantão de Genebra e o distrito de Nyon no cantão de Vaud, e dos departamentos franceses junto à Suíça, de Ain e Alta-Sabóia.
Diariamente cerca de 1 milhão de pessoas em Bellegarde-sur-Valserine, Annemasse, Meyrin, Nyon, Bonneville ou Genebra aqui se deslocam, habitam, trabalham, divertem-se ou fazem compras. O RER franco-valdo-genebrino foi justamente lançado para satisfazer as necessidades de mobilidade na zona.

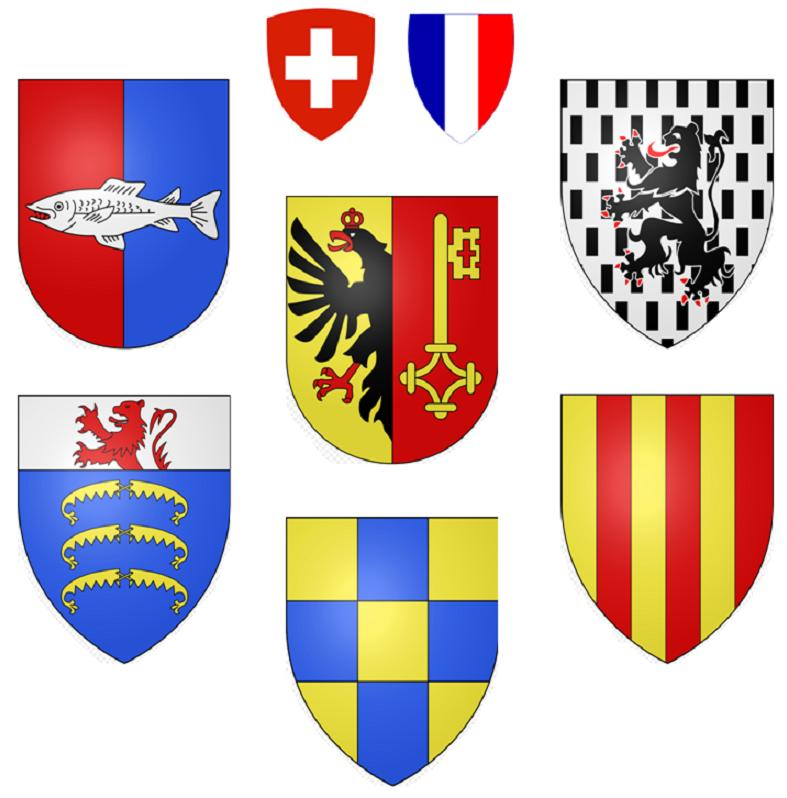
Brazões do cantão de Genebra (centro), Chablais (alto/dir), Faucigny (baixo/dir), Saboiardo genebrino histórico (baixo), Pays de Gex (baixo/esq) e Distrito de Nyon (alto/esq)

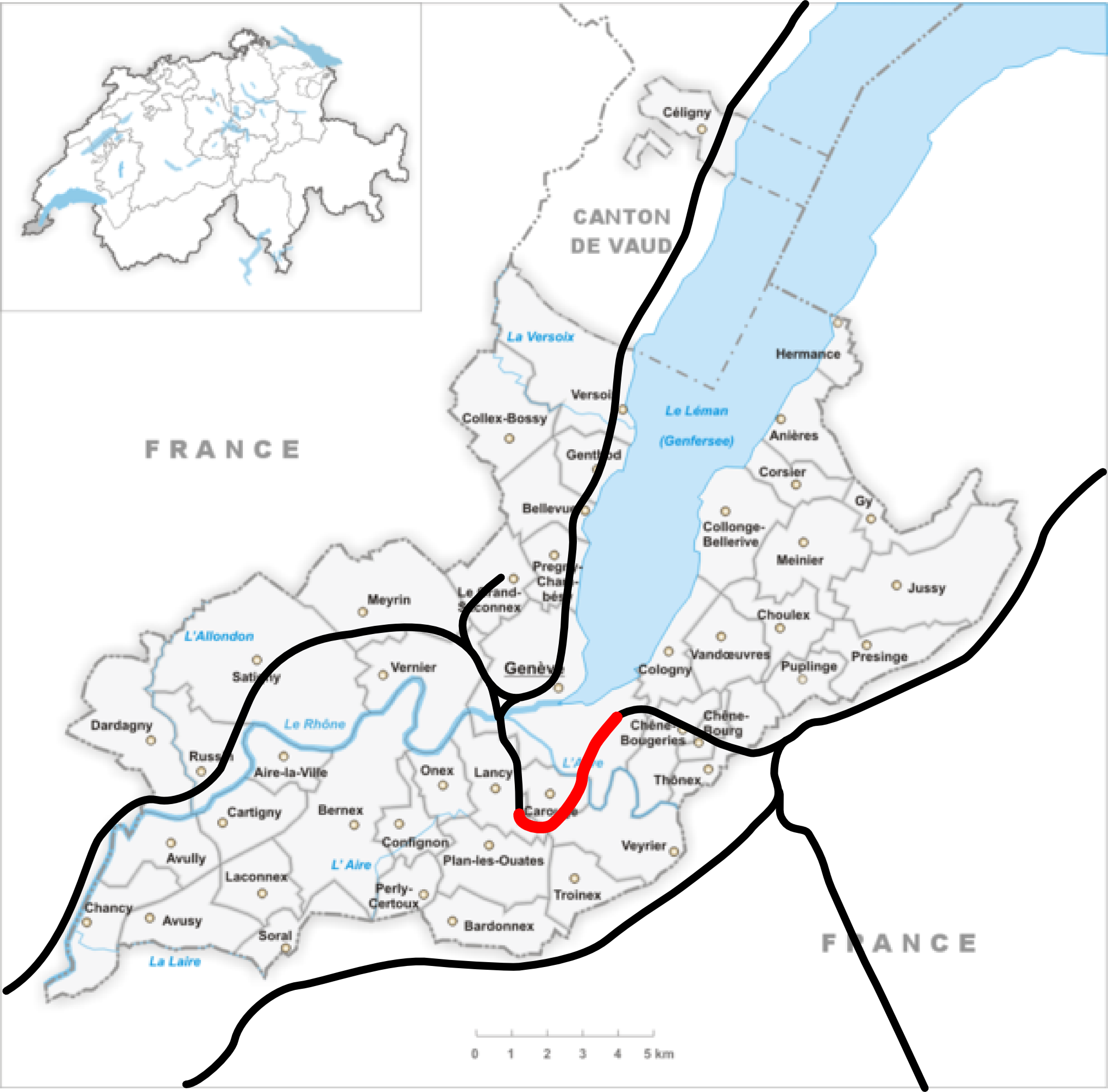
O CEVA na região franco-valdo-genebrina

## Valores
- 918 000 habitantes
- 440 000 empregos
- 2 000 km2
- 212 comunas [1]

Mesmo se ainda tem 33 % de espaço agrícola e 41 % de floresta a zona tem vindo a aumentar tanto como local habitado como  empresarial, e aquele passou de 698 542 a 918 000 hab entre 1990 e 2010, cujo aumento se distribui em +22 % em Genebra, +39% na França e +55% no cantão de Vaud.
Os empregos por sua parte aumentaram de 7,5 % em Vaud (+33 000 empregos) 24,5 % na França (+108 000) mas 68 % em Genebra (+299 000 empregos).